# Авраменко Олександр Володимирович
Олександр Володимирович Авраменко (нар. 22 березня 1999, Дніпропетровськ, Україна) — український футболіст, центральний захисник.

## Клубна кар'єра
Народився в Дніпропетровську. Вихованець дніпропетровських ІСТА, «Самара» та харківського «Металіста», у футболці яких виступав у юнацькому чемпіонаті Дніпропетровської області та ДЮФЛУ. У весняно-літній частині сезону 2015/16 років провів 1 поєдинок в юнацькому чемпіонаті України за «Металіст». На початку липня 2019 року вільним агентом перебрався до «Зорі». Першу половину сезону 2016/17 років провів у юнацькій команді луганців, а після завершення зимової перерви почав також виступати й за молодіжну команду «Зорі». За першу ж команду «мужиків» не зіграв жодного офіційного поєдинку. Наприкінці серпня 2018 року вільним агентом перейшов до «Карпат». Виступав за молодіжну команду «зелено-білих». Вперше до заявки першої команди «Карпат» потрапив 10 березня 2019 року на програний (0:5) виїзний поєдинок 21-го туру Прем'єр-ліги України проти донецького «Шахтаря». Олександр просидів усі 90-хвилин на лаві запасних й на полі так і не з'явився. Загалом у сезоні 2018/19 років по 2 рази потрапляв до заявки першої команди львів'ян на матчі Прем'єр-ліги та кубку України, але в жодному з них на полі так і не з'явився. Наступного сезону виступав також за молодіжну команду «Карпат». У серпні 2020 року побував на перегляді в представника іспанської Сегунди «Луго», але до переходу справа так і не дійшла.
У середині березня 2021 року підсилив галицькі «Карпати». У футболці нового клубу дебютував 20 березня 2021 року в переможному (3:1) виїзному поєдинку 13-го туру групи «А» Другої ліги України проти «Чернігова». Олександр вийшов на поле в стартовому складі та відіграв увесь матч. У футболці галицьких «Карпат» провів 14 поєдинків у Другій лізі.

## Кар'єра в збірній
Виступав за юнацькі збірні України різних вікових категорій.